# Rotastruma stenoceps
Rotastruma stenoceps är en myrart som beskrevs av Bolton 1991. Rotastruma stenoceps ingår i släktet Rotastruma och familjen myror. Inga underarter finns listade i Catalogue of Life.